# Cossedia erateinalis
Cossedia erateinalis är en fjärilsart som beskrevs av Walker 1865. Cossedia erateinalis ingår i släktet Cossedia och familjen trågspinnare. Inga underarter finns listade i Catalogue of Life.